# Kunstwollen
Kunstwollen es un concepto que, en lengua alemana, significa literalmente ‘voluntad de arte’. Fue creado por el historiador del arte austríaco Alois Riegl, que lo entiende como una fuerza del espíritu humano que hace nacer afinidades formales dentro de una misma época, en todas sus manifestaciones culturales. 
Esta voluntad artística y sus variaciones son condicionadas por la visión del mundo (Weltanschauung), fruto de la religión y del pensamiento científico fundamental. Riegl pasa, entonces, a interpretar la historia del arte como una historia del espíritu del arte, una sucesión de estilos y una superposición de estos sobre la conciencia cultural del momento.
De esa forma lo que interesa captar, de acuerdo con el punto de vista riegliano, es el arte a partir de su relación con una concepción del mundo no necesariamente materialista o dialéctica. En vez de eso, Kunstwollen atribuye al arte una cierta autonomía respecto a la historia material, coincidiendo con las manifestaciones concretas del espíritu.
La historia del arte, por tanto, es entendida por la variación de estilos, en función de estructuras simbólicas, de su uso dentro de la colectividad, o de su función estética ligada a la cuestión del conocimiento.
Las obras de Erwin Panofsky y Ernst Cassirer, de alguna manera, siguen la estela del pensamento de Riegl. Se puede afirmar, incluso, que la semiótica aplicada a las artes también toma ese punto de vista, por medio de la investigación de las estructuras significantes del pensamiento y del lenguaje asociadas al estudio de estilos en el arte.